# Oswald Louéké
Oswald Louéké est un homme d’affaires béninois actif dans les secteurs de la banque, des télécoms et de l’agro-industrie. Il est aussi consul honoraire et chef de la mission diplomatique de la République d’Haïti en Côte d’Ivoire.

## Parcours personnel
Oswald Louéké né le 16 juin 1974, passe son enfance à Cotonou et poursuit ses études à l’INPHB (anciennement INSET) de Yamoussoukro, dont il est diplômé de l’École Supérieure de Commerce et d’Administration des Entreprises (ESCAE) en 1996.
Père de cinq enfants, Oswald Louéké réside en Côte d’Ivoire, où il est consul honoraire et chef de la mission diplomatique de la République d’Haïti depuis avril 2012,.

## Carrière professionnelle

### Télécoms et médias
Oswald Louéké commence sa carrière dans le domaine des télécoms. Entre 2001 et 2012, il dirige le media Réseau Télécom Network, un bimestriel panafricain spécialisé dans les télécoms et l'IT. Depuis 2010, il est PDG de Telsig Ltd, société spécialisée dans la gouvernance technologique et le management de l’économie numérique auprès de plusieurs pays africains. Il a également été producteur exécutif du salon Africa Telecom People pendant treize ans,.

### Agro-industrie
À partir d'octobre 2017, Oswald Louéké développe son activité dans le secteur de l’agro-industrie en créant l'entreprise Novarea SA, une société active dans la transformation de l’anacarde en noix de cajou, dont il préside le conseil d’administration à Abidjan. Cette société fait partie des huit signataires en mars 2021 de l'accord avec le gouvernement pour atteindre un taux de transformation locale d'au moins 47 % en 2022.

### Groupe OGL Holding
Depuis juin 2012, Oswald  Louéké préside également OGL Holding SA.

### BGFI
Depuis juin 2019, Oswald Louéké préside le conseil d’administration de la branche Béninoise du principal groupe bancaire d’Afrique centrale, la BGFIBank. Il est actionnaire de la filiale béninoise de la banque via OGL Participations,,,.